# Tour d'Algérie 2012
Le Tour d'Algérie 2012 s'est déroulé du 10 au 14 mars, sur un parcours de 655 kilomètres d'Alger à  Oran. Cette édition est la 19e de l'histoire de la compétition, mais la seconde seulement depuis le retour du Tour d'Algérie. La course fut remportée par le coureur érythréen Natnael Berhane.

## Présentation

### Parcours
La course se dispute sur un circuit découpé en cinq étapes allant d'Alger vers Oran pour une distance totale de 669 kilomètres. Les autres villes-étape sont Ain Defla, Chlef, Mostaganem, et Sidi-Bel-Abbès.
| Étape     | Date    | Villes étapes            |  | Distance (km) | Vainqueur d’étape | Leader du classement général |
| --------- | ------- | ------------------------ |  | ------------- | ----------------- | ---------------------------- |
| 1re étape | 10 mars | Alger - Ain-Defla        |  | 140           | Lars Andersson    | Lars Andersson               |
| 2e étape  | 11 mars | Chlef - Mostaganem       |  | 137           | Joaquín Sobrino   | Lars Andersson               |
| 3e étape  | 12 mars | Oran - Sidi-Bel-Abbès    |  | 151           | Natnael Berhane   | Joaquín Sobrino              |
| 4e étape  | 13 mars | Oran - Oran              |  | 87            | Tesfom Okbamariam | Natnael Berhane              |
| 5e étape  | 14 mars | Oran - Oran (Santa Cruz) |  | 140           | Azzedine Lagab    | Natnael Berhane              |

### Équipes
| Équipes continentales                | Équipes continentales | Équipes continentales |
| Nom de l'équipe                      | Pays                  | Code                  |
| ------------------------------------ | --------------------- | --------------------- |
| Concordia Forsikring-Himmerland      | Danemark              | VPC                   |
| Geofco-Ville d'Alger                 | Algérie               | GVA                   |
| Groupement Sportif Pétrolier Algérie | Algérie               | GSP                   |
| Olympique Algérie                    | Algérie               | OTA                   |
| Rietumu-Delfin                       | Lettonie              | RBD                   |
| SP Tableware                         | Grèce                 | SPT                   |
| Uzbekistan Suren                     | Ouzbékistan           | UST                   |
| Vélo Club Sovac                      | Algérie               | VCS                   |

| Équipes nationales          | Équipes nationales | Équipes nationales |
| Nom de l'équipe             | Pays               | Code               |
| --------------------------- | ------------------ | ------------------ |
| Équipe nationale d'Érythrée | Érythrée           | ERI                |
| Équipe nationale du Maroc   | Maroc              | MAR                |
| Équipe nationale de Tunisie | Tunisie            | TUN                |
| Équipe nationale du Turquie | Turquie            | TUR                |
| Équipe nationale de Libye   | Libye              | LBA                |

| Équipes régionales et de clubs | Équipes régionales et de clubs | Équipes régionales et de clubs |
| Nom de l'équipe                | Pays                           | Code                           |
| ------------------------------ | ------------------------------ | ------------------------------ |
| Didelot Sport                  | France                         | DSP                            |
| Rhône-Alpes                    | France                         | RHA                            |
| Greens                         | Malte                          | GRS                            |
| Parisis Athlétic Club          | France                         | PAC                            |
| Profiline                      | Allemagne                      | PRO                            |
| Refero Elite                   | Suède                          | REF                            |
| Wilton                         | Pays-Bas                       | WIL                            |

## Résultats

### Classement des étapes

#### 1reétape
| # | Équipe               | Pays     | Temps              |
| - | -------------------- | -------- | ------------------ |
| 1 | Lars Andersson       | Suède    | en 3 h 40 min 37 s |
| 2 | Abdelbasset Hannachi | Algérie  | + 5 s              |
| 3 | Mikkel Mortensen     | Danemark | m.t.               |
| 4 | Andris Smirnovs      | Lettonie | + 37 s             |
| 5 | Joaquín Sobrino      | Espagne  | m.t.               |

| # | Équipe               | Pays     | Temps              |
| - | -------------------- | -------- | ------------------ |
| 1 | Lars Andersson       | Suède    | en 3 h 40 min 37 s |
| 2 | Abdelbasset Hannachi | Algérie  | + 5 s              |
| 3 | Mikkel Mortensen     | Danemark | m.t.               |
| 4 | Andris Smirnovs      | Lettonie | + 37 s             |
| 5 | Joaquín Sobrino      | Espagne  | m.t.               |

#### 2eétape
| # | Équipe             | Pays     | Temps              |
| - | ------------------ | -------- | ------------------ |
| 1 | Joaquín Sobrino    | Espagne  | en 3 h 38 min 30 s |
| 2 | Andris Smirnovs    | Lettonie | m.t.               |
| 3 | Ioánnis Tamourídis | Grèce    | m.t.               |
| 4 | Sylvain Lauwers    | France   | m.t.               |
| 5 | Tarik Chaoufi      | Maroc    | m.t.               |

| # | Équipe               | Pays     | Temps             |
| - | -------------------- | -------- | ----------------- |
| 1 | Lars Andersson       | Suède    | en 7 h 19 min 7 s |
| 2 | Abdelbasset Hannachi | Algérie  | + 5 s             |
| 3 | Mikkel Mortensen     | Danemark | m.t.              |
| 4 | Andris Smirnovs      | Lettonie | + 37 s            |
| 5 | Joaquín Sobrino      | Espagne  | m.t.              |

#### 3eétape
| # | Équipe              | Pays     | Temps              |
| - | ------------------- | -------- | ------------------ |
| 1 | Natnael Berhane     | Érythrée | en 4 h 11 min 34 s |
| 2 | Joaquín Sobrino     | Espagne  | m.t.               |
| 3 | Magnus Cort Nielsen | Danemark | m.t.               |
| 4 | Adil Jelloul        | Maroc    | m.t.               |
| 5 | Ioánnis Tamourídis  | Grèce    | m.t.               |

| # | Équipe              | Pays     | Temps            |
| - | ------------------- | -------- | ---------------- |
| 1 | Joaquín Sobrino     | Espagne  | 11 h 31 min 18 s |
| 2 | Ioánnis Tamourídis  | Grèce    | m.t.             |
| 3 | Natnael Berhane     | Érythrée | m.t.             |
| 4 | Adil Jelloul        | Maroc    | m.t.             |
| 5 | Magnus Cort Nielsen | Danemark | m.t.             |

#### 4eétape
| # | Équipe            | Pays     | Temps              |
| - | ----------------- | -------- | ------------------ |
| 1 | Tesfom Okbamariam | Érythrée | en 3 h 27 min 39 s |
| 2 | Hichem Chaabane   | Algérie  | + 4s               |
| 3 | Natnael Berhane   | Érythrée | + 1 min 2 s        |
| 4 | Adil Jelloul      | Maroc    | + 1 min 29 s       |
| 5 | Andris Smirnovs   | Lettonie | + 1 min 33 s       |

| # | Équipe          | Pays     | Temps            |
| - | --------------- | -------- | ---------------- |
| 1 | Natnael Berhane | Érythrée | 14 h 59 min 59 s |
| 2 | Adil Jelloul    | Maroc    | + 27 s           |
| 3 | Joaquín Sobrino | Espagne  | + 34 s           |
| 4 | Periklís Ilías  | Grèce    | + 45 s           |
| 5 | Hichem Chaabane | Algérie  | + 1 min 15 s     |

#### 5eétape
| Classement de l'étape | Classement de l'étape | Classement de l'étape | Classement de l'étape | Classement de l'étape |
|                       | Coureur               | Pays                  | Équipe                | Temps                 |
| --------------------- | --------------------- | --------------------- | --------------------- | --------------------- |
| 1er                   | Azzedine Lagab        | Algérie               | GS Pétroliers         | en 3 h 26 min 12 s    |
| 2e                    | Andris Smirnovs       | Lettonie              | Rietumu-Delfin        | + 17 s                |
| 3e                    | Joaquín Sobrino       | Espagne               | SP Tableware          | m.t.                  |
| 4e                    | Armands Bēcis         | Lettonie              | Rietumu-Delfin        | m.t.                  |
| 5e                    | Ioánnis Tamourídis    | Grèce                 | SP Tableware          | m.t.                  |
| 6e                    | Abdelbasset Hannachi  | Algérie               | GS Pétroliers         | m.t.                  |
| 7e                    | Maximilien Andreo     | France                | Parisis Athlétic Club | + 18 s                |
| 8e                    | Michael Gannopolskiy  | Allemagne             | Profiline             | m.t.                  |
| 9e                    | Vincent Alonso        | France                | Parisis Athlétic Club | m.t.                  |
| 10e                   | Clément Mas           | France                | Didelot Sport         | m.t.                  |
| modifier              |                       |                       |                       |                       |

### Classements finals
| Classement général final | Classement général final | Classement général final | Classement général final             | Classement général final |
|                          | Coureur                  | Pays                     | Équipe                               | Temps                    |
| ------------------------ | ------------------------ | ------------------------ | ------------------------------------ | ------------------------ |
| 1er                      | Natnael Berhane          | Érythrée                 | Équipe nationale d'Érythrée          | en 18 h 26 min 32 s      |
| 2e                       | Adil Jelloul             | Maroc                    | Équipe nationale du Maroc            | + 24 s                   |
| 3e                       | Joaquín Sobrino          | Espagne                  | SP Tableware                         | + 30 s                   |
| 4e                       | Periklís Ilías           | Grèce                    | SP Tableware                         | + 46 s                   |
| 5e                       | Hichem Chaabane          | Algérie                  | Vélo Club Sovac                      | + 1 min 14 s             |
| 6e                       | Ioánnis Tamourídis       | Grèce                    | SP Tableware                         | + 1 min 28 s             |
| 7e                       | Azzedine Lagab           | Algérie                  | GS Pétroliers                        | + 2 min 8 s              |
| 8e                       | Andris Smirnovs          | Lettonie                 | Rietumu-Delfin                       | + 2 min 19 s             |
| 9e                       | Julien Viennot           | France                   | Rhône-Alpes                          | + 2 min 25 s             |
| 10e                      | Meron Amanuel            | Érythrée                 | Équipe nationale d'Érythrée          | + 2 min 47 s             |
| 11e                      | Abdelbasset Hannachi     | Algérie                  | Groupement Sportif Pétrolier Algérie | + 3 min 24 s             |
| 12e                      | Lucas Persson            | Suède                    | Concordia Forsikring-Himmerland      | + 3 min 27 s             |
| 13e                      | Mouhssine Lahsaini       | Maroc                    | Équipe nationale du Maroc            | + 3 min 28 s             |
| 14e                      | Magnus Cort Nielsen      | Danemark                 | Concordia Forsikring-Himmerland      | + 3 min 29 s             |
| 15e                      | Artem Topchanyuk         | Ukraine                  | SP Tableware                         | + 3 min 29 s             |
| 16e                      | Redhouane Chabane        | Algérie                  | Vélo Club Sovac                      | + 3 min 43 s             |
| 17e                      | Indulis Bekmanis         | Lettonie                 | Rietumu-Delfin                       | + 3 min 44 s             |
| 18e                      | Armands Bēcis            | Lettonie                 | Rietumu-Delfin                       | + 3 min 58 s             |
| 19e                      | Ivars Prokofjevs         | Lettonie                 | Rietumu-Delfin                       | + 4 min 6 s              |
| 20e                      | Mick du Prie             | Pays-Bas                 | Wilton                               | + 4 min 7 s              |
| 21e                      | Clément Dupuy            | France                   | Rhône-Alpes                          | + 4 min 40 s             |
| 22e                      | Ismaïl Ayoune            | Maroc                    | Équipe nationale du Maroc            | + 5 min 31 s             |
| 23e                      | Tarik Chaoufi            | Maroc                    | Équipe nationale du Maroc            | + 5 min 36 s             |
| 24e                      | Ahmed Mraïhi             | Tunisie                  | Équipe nationale de Tunisie          | + 6 min 59 s             |
| 25e                      | Rogier van Doorn         | Pays-Bas                 | Wilton                               | + 7 min 11 s             |
| modifier                 |                          |                          |                                      |                          |

Au terme du Tour d'Algérie 2012, l’Érythrée s'est procuré trois maillots distinctifs, dont deux pour Natnael Berhane

### Classements annexes
| par points | par points               | par points | par points     | par points |
| ---------- | ------------------------ | ---------- | -------------- | ---------- |
|            | Coureur                  | Pays       | Équipe         | Point(s)   |
| 1er        | Joaquin Sobrino Martinez | Espagne    | SP Tableware   |            |
| 2e         | Andris Smirnovs          | Lettonie   | Rietumu-Delfin |            |
| 3e         | Ioánnis Tamourídis       | Grèce      | SP Tableware   |            |
| modifier   |                          |            |                |            |

| du meilleur grimpeur | du meilleur grimpeur | du meilleur grimpeur | du meilleur grimpeur        | du meilleur grimpeur |
| -------------------- | -------------------- | -------------------- | --------------------------- | -------------------- |
|                      | Coureur              | Pays                 | Équipe                      | Point(s)             |
| 1er                  | Tesfom Okbamariam    | Érythrée             | Équipe nationale d'Érythrée |                      |
| 2e                   | Tarik Chaoufi        | Maroc                | Équipe nationale du Maroc   |                      |
| 3e                   | Hichem Chaabane      | Algérie              | Vélo Club Sovac             |                      |
| modifier             |                      |                      |                             |                      |

| Classement par équipes | Classement par équipes      | Classement par équipes | Classement par équipes |
|                        | Équipe                      | Pays                   | Temps                  |
| ---------------------- | --------------------------- | ---------------------- | ---------------------- |
| 1re                    | Équipe nationale d'Érythrée | Érythrée               | en                     |
| 2e                     | SP Tableware                | Grèce                  | +                      |
| modifier               |                             |                        |                        |

| Classement général | Classement général | Classement général | Classement général          | Classement général  |
|                    | Coureur            | Pays               | Équipe                      | Temps               |
| ------------------ | ------------------ | ------------------ | --------------------------- | ------------------- |
| 1er                | Natnael Berhane    |                    | Équipe nationale d'Érythrée | en 18 h 26 min 32 s |
| 2e                 | Andris Smirnovs    |                    | Rietumu-Delfin              | + 2 min 19 s        |
| 3e                 | Meron Amanuel      |                    | Équipe nationale d'Érythrée | + 2 min 47 s        |
| modifier           |                    |                    |                             |                     |

|  |

### UCI Africa Tour
Ce Tour d'Algérie attribue des points pour l'UCI Africa Tour 2012, par équipes seulement aux coureurs des équipes continentales professionnelles et continentales, individuellement à tous les coureurs sauf ceux faisant partie d'une équipe ayant un label WorldTeam.
| Position           | 1er | 2e | 3e | 4e | 5e | 6e | 7e | 8e |
| Classement général | 40  | 30 | 16 | 12 | 10 | 8  | 6  | 3  |
| Par étape          | 8   | 5  | 2  |    |    |    |    |    |
| Leader, par étape  | 4   |    |    |    |    |    |    |    |

## Liste des participants
| Légende                                | Légende                                                                                         | Légende                                | Légende                                                                                                  |
| -------------------------------------- | ----------------------------------------------------------------------------------------------- | -------------------------------------- | --- |
| Num                                    | Dossard de départ porté par le coureur sur ce Tour d'Algérie                                    | Pos                                    | Position finale au classement général                                                                    |
| Leader du classement général           | Indique le vainqueur du classement général                                                      | Leader du classement par points        | Indique le vainqueur du classement par points                                                            |
|                                        | Indique le vainqueur du classement meilleur grimpeur                                            | Leader du classement du meilleur jeune | Indique le vainqueur du classement des points chauds                                                     |
| Leader du classement du meilleur jeune | Indique le vainqueur du classement du meilleur jeune                                            |                                        | Indique un maillot de champion national ou mondial, suivi de sa spécialité                               |
| #                                      | Indique la meilleure équipe                                                                     | NP                                     | Indique un coureur qui n'a pas pris le départ d'une étape, suivi du numéro de l'étape où il s'est retiré |
| AB                                     | Indique un coureur qui n'a pas terminé une étape, suivi du numéro de l'étape où il s'est retiré | HD                                     | Indique un coureur qui a terminé une étape hors des délais, suivi du numéro de l'étape                   |
| *                                      | Indique un coureur en lice pour le maillot blanc (coureurs nés après le 1er janvier 1989)       |                                        | |

| Geofco-Ville d'Alger GVA                               | Geofco-Ville d'Alger GVA  | Geofco-Ville d'Alger GVA |
| ------------------------------------------------------ | ------------------------- | ------------------------ |
| Num                                                    | Coureur                   | Pos                      |
| 1                                                      | Khaled Abdenbi (ALG)      |                          |
| 2                                                      | Mouadh Betira (ALG)       | 57e                      |
| 3                                                      | Abdelaziz Yahmi (ALG)     |                          |
| 4                                                      | Abdenour Yahmi (ALG)      |                          |
| 5                                                      | Nabil Baz (ALG)           |                          |
| 6                                                      | Abderahmane Nichani (ALG) | NP-1                     |
| Directeur sportif : Moubarek Serrai / Thierry Descamps |                           |                          |

| Groupement Sportif Pétrolier Algérie GSP      | Groupement Sportif Pétrolier Algérie GSP | Groupement Sportif Pétrolier Algérie GSP |
| --------------------------------------------- | ---------------------------------------- | ---------------------------------------- |
| Num                                           | Coureur                                  | Pos                                      |
|                                               | Abdelbasset Hannachi (ALG)               | 11e                                      |
|                                               | Azzedine Lagab (ALG)                     | 7e                                       |
|                                               | Youcef Reguigui (ALG)                    |                                          |
|                                               | Abdellah Ben Youcef (ALG)                | 49e                                      |
|                                               | Abdelmalek Madani (ALG)                  | 27e                                      |
|                                               | Khalil Tamarante (ALG)                   | 28e                                      |
| Directeur sportif : Smaïl Douzi / Hakim Hamza |                                          |                                          |

| Vélo Club Sovac VCS              | Vélo Club Sovac VCS        | Vélo Club Sovac VCS |
| -------------------------------- | -------------------------- | ------------------- |
| Num                              | Coureur                    | Pos                 |
|                                  | Redouane Chabaane (ALG)    | 16e                 |
|                                  | Fayçal Hamza (ALG)         | 32e                 |
|                                  | Karim Hadjbouzit (ALG)     | 58e                 |
|                                  | Abderrahman Bourezza (ALG) | 48e                 |
|                                  | Hichem Chaabane (ALG)      | 5e                  |
|                                  | Bilal Saada (ALG)          | 59e                 |
| Directeur sportif : Madjid Hamza |                            |                     |

| Olympique Algérie OTA | Olympique Algérie OTA    | Olympique Algérie OTA |
| --------------------- | ------------------------ | --------------------- |
| Num                   | Coureur                  | Pos                   |
|                       | Walid Ali Ousalah (ALG)  | 60e                   |
|                       | Mohamed Charabli (ALG)   |                       |
|                       | Djelloul Benoua (ALG)    |                       |
|                       | Abdelkader Korichi (ALG) | 70e                   |
|                       | Salim Abbad (ALG)        | 75e                   |
|                       | Ayoub Kerrar (ALG)       | NP-1                  |

| Concordia Forsikring-Himmerland VPS                       | Concordia Forsikring-Himmerland VPS | Concordia Forsikring-Himmerland VPS |
| --------------------------------------------------------- | ----------------------------------- | ----------------------------------- |
| Num                                                       | Coureur                             | Pos                                 |
|                                                           | Lucas Persson (SWE)                 | 12e                                 |
|                                                           | Magnus Cort Nielsen (DEN)           | 14e                                 |
|                                                           | Mikkel Mortensen (DEN)              | 33e                                 |
|                                                           | Nikola Aistrup (DEN)                | 42e                                 |
|                                                           | Kasper Larsen Schjønnemann (DEN)    | 56e                                 |
|                                                           | Lars Andersson (SWE)                |                                     |
| Directeur sportif : Thomas Oredsson / Christian Ranneries |                                     |                                     |

| Rietumu-Delfin RBD             | Rietumu-Delfin RBD     | Rietumu-Delfin RBD |
| ------------------------------ | ---------------------- | ------------------ |
| Num                            | Coureur                | Pos                |
|                                | Andris Smirnovs (LAT)  | 8e                 |
|                                | Indulis Bekmanis (LAT) | 17e                |
|                                | Armands Bēcis (LAT)    | 18e                |
|                                | Ivars Prokofjevs (LAT) | 19e                |
|                                | Artis Pujāts (LAT)     | 45e                |
|                                | Emīls Liepiņš (LAT)    | 54e                |
| Directeur sportif : Igo Japins |                        |                    |

| SP Tableware SPT                                               | SP Tableware SPT               | SP Tableware SPT |
| -------------------------------------------------------------- | ------------------------------ | ---------------- |
| Num                                                            | Coureur                        | Pos              |
|                                                                | Joaquin Sobrino Martinez (ESP) | 3e               |
|                                                                | Ioánnis Tamourídis (GRE)       | 6e               |
|                                                                | Artem Topchanyuk (UKR)         | 15e              |
|                                                                | Geórgios Karátzios (GRE)       | 37e              |
|                                                                | Dimitrios Polyporopoulos (GRE) | 44e              |
|                                                                | Periklís Ilías (GRE)           | 4e               |
| Directeur sportif : Vasileios Anastopoulos / Giorgios Maniatis |                                |                  |

| Uzbekistan Suren UST | Uzbekistan Suren UST       | Uzbekistan Suren UST |
| -------------------- | -------------------------- | -------------------- |
| Num                  | Coureur                    | Pos                  |
|                      | Muradjan Halmuratov (UZB)  | NP-1                 |
|                      | Valeriy Kobzarenko (UZB)   | NP-1                 |
|                      | Hamid Shirisisan (UZB)     | NP-1                 |
|                      | Volodymyr Starchyk (UKR)   | NP-1                 |
|                      | Mikhail Timochine (RUS)    | NP-1                 |
|                      | Volodymyr Zahorodniy (UKR) | NP-1                 |

| Équipe nationale d'Érythrée ERI | Équipe nationale d'Érythrée ERI | Équipe nationale d'Érythrée ERI |
| ------------------------------- | ------------------------------- | ------------------------------- |
| Num                             | Coureur                         | Pos                             |
|                                 | Natnael Berhane (ERI)           | 1re                             |
|                                 | Tesfom Okbamariam (ERI)         | 35e                             |
|                                 | Meron Amanuel (ERI)             | 10e                             |
|                                 | Mekseb Debesay (ERI)            | 36e                             |
|                                 | Aron Debretsion (ERI)           |                                 |

| Équipe nationale du Maroc MAR | Équipe nationale du Maroc MAR | Équipe nationale du Maroc MAR |
| ----------------------------- | ----------------------------- | ----------------------------- |
| Num                           | Coureur                       | Pos                           |
|                               | Adil Jelloul (MAR)            | 2e                            |
|                               | Mouhssine Lahsaini (MAR)      | 13e                           |
|                               | Ismaïl Ayoune (MAR)           | 22e                           |
|                               | Tarik Chaoufi (MAR)           | 23e                           |
|                               | Cees Aanraad (MAR)            | 29e                           |
|                               | Reda Aadel (MAR)              |                               |

| Équipe nationale de Tunisie TUN | Équipe nationale de Tunisie TUN | Équipe nationale de Tunisie TUN |
| ------------------------------- | ------------------------------- | ------------------------------- |
| Num                             | Coureur                         | Pos                             |
|                                 | Houssam Nasri (TUN)             | 66e                             |
|                                 | Riadh Ghedamsi (TUN)            | 62e                             |
|                                 | Maatoug Ahmed Ben (TUN)         | 55e                             |
|                                 | Akkouche Said Ali (TUN)         | 39e                             |
|                                 | Maher Hasnaoui (TUN)            | 30e                             |
|                                 | Ahmed Mraïhi (TUN)              | 24e                             |

| Équipe nationale de Libye LBA | Équipe nationale de Libye LBA | Équipe nationale de Libye LBA |
| ----------------------------- | ----------------------------- | ----------------------------- |
| Num                           | Coureur                       | Pos                           |
|                               | Fahti Ahmed Atunsi (LBA)      | 53e                           |
|                               | Ahmed Youssef Belgasem (LBA)  | 61e                           |
|                               | Anis Tabal (LBA)              | 67e                           |
|                               | Osama Osama Saaid Milad (LBA) | 72e                           |
|                               | Mondir Al Feturi (LBA)        | 73e                           |
|                               | Faysal Shaban Alsharaa (LBA)  | 77e                           |

| Équipe nationale de Turquie TUR | Équipe nationale de Turquie TUR | Équipe nationale de Turquie TUR |
| ------------------------------- | ------------------------------- | ------------------------------- |
| Num                             | Coureur                         | Pos                             |
|                                 | Aksoy Ismail (TUR)              | NP-1                            |
|                                 | Eyüp Karagöbek (TUR)            | NP-1                            |
|                                 | Seiguk Türkcetin (TUR)          | NP-1                            |
|                                 | Fatih Keleş (TUR)               | NP-1                            |
|                                 | Ilhan Celik (TUR)               | NP-1                            |
|                                 | Ali Gülcan (TUR)                | NP-1                            |

| Didelot Sport DSP | Didelot Sport DSP      | Didelot Sport DSP |
| ----------------- | ---------------------- | ----------------- |
| Num               | Coureur                | Pos               |
|                   | Clément Mas (FRA)      | 40e               |
|                   | Guillaume Corron (FRA) | 47e               |
|                   | Matthieu Cognard (FRA) | 69e               |
|                   | Fabrice Joudioux (FRA) |                   |

| Rhône-Alpes RHA | Rhône-Alpes RHA       | Rhône-Alpes RHA |
| --------------- | --------------------- | --------------- |
| Num             | Coureur               | Pos             |
|                 | Julien Viennot (FRA)  | 9e              |
|                 | Sylvain Lauwers (FRA) |                 |
|                 | Clément Dupuy (FRA)   | 21e             |
|                 | Thomas Ernou (FRA)    | 64e             |
|                 | Selim Abbad (FRA)     |                 |
|                 | Cyril Solbach (FRA)   |                 |

| Parisis Athlétic Club PAC | Parisis Athlétic Club PAC | Parisis Athlétic Club PAC |
| ------------------------- | ------------------------- | ------------------------- |
| Num                       | Coureur                   | Pos                       |
|                           | Maximilien Andreo (FRA)   | 46e                       |
|                           | Vincent Alonso (FRA)      | 31e                       |
|                           | Adrien Caulflied (FRA)    |                           |
|                           | Frédéric Rotger (FRA)     | NP-1                      |
|                           | Frédéric Ramon (FRA)      | 38e                       |

| Greens GRS | Greens GRS             | Greens GRS |
| ---------- | ---------------------- | ---------- |
| Num        | Coureur                | Pos        |
|            | Etienne Bonello (MLT)  | 65e        |
|            | Gerard Said (MLT)      | 76e        |
|            | Christopher Gatt (MLT) |            |
|            | Jason Vella (MLT)      |            |

| Profiline PRO | Profiline PRO              | Profiline PRO |
| ------------- | -------------------------- | ------------- |
| Num           | Coureur                    | Pos           |
|               | Marcel Moebus (GER)        | 71e           |
|               | Oliver Stock (GER)         | 78e           |
|               | Michael Gannopolskiy (GER) | 43e           |
|               | Karsten Keunecke (GER)     | 26e           |
|               | Strav Kannellopoulos (GER) |               |
|               | Mathias Liptar (GER)       |               |

| Refero Elite REF | Refero Elite REF           | Refero Elite REF |
| ---------------- | -------------------------- | ---------------- |
| Num              | Coureur                    | Pos              |
|                  | Simon Galle (SWE)          | 34e              |
|                  | Isak Lundgren (SWE)        | 74e              |
|                  | Peter Carlsson (SWE)       | 41e              |
|                  | Per Hedlund (SWE)          |                  |
|                  | Fredrik Olofsson (SWE)     |                  |
|                  | Peter Westfahl Visby (SWE) |                  |

| Wilton WC4 | Wilton WC4                 | Wilton WC4 |
| ---------- | -------------------------- | ---------- |
| Num        | Coureur                    | Pos        |
|            | Mick du Prie (NED)         | 20e        |
|            | Rogier van Doorn (NED)     | 25e        |
|            | Elias de Bruijne (NED)     | 51e        |
|            | Querian Eijgensteijn (NED) | 52e        |
|            | Laurens Gijsbers (NED)     | 68e        |
|            | Jasper van Haaster (NED)   |            |